# Станнид тримеди
Станнид тримеди — бинарное интерметаллическое неорганическое соединение
меди и олова с формулой Cu3Sn,
кристаллы.

## Получение
- Сплавление стехиометрических количеств чистых веществ:

{\displaystyle {\mathsf {3Cu+Sn\ {\xrightarrow {676^{o}C}}\ Cu_{3}Sn}}}

## Физические свойства
Станнид тримеди образует кристаллы
ромбической сингонии,
пространственная группа C mcm,
параметры ячейки a = 0,5529 нм, b = 4,7750 нм, c = 0,4323 нм, Z = 20
.
Соединение конгруэнтно плавится при температуре 676°С 
и имеет область гомогенности шириной ≈1,5 ат.%.